# Перник
Вижте пояснителната страница за други значения на Перник.
Перник е град в Югозападна България, административен център на област Перник и община Перник. По данни на НСИ според преброяването от 2021 г. населението му наброява 70 285 души, което го прави най-многочисления град в Западна България след столицата София и го нарежда на 11-о място в страната. По данни на ГРАО към 15 март 2024 г. в града живеят 72 816 души по настоящ адрес и 79 955 души по постоянен адрес.
В града се провежда един от най-големите фестивали в Европа – международният маскараден кукерски фестивал „Сурва“. Перник е член на Федерацията на европейските карнавални градове, както е и нейно седалище за България. През 2009 г. официално е обявен за европейска карнавална столица заради този фестивал.
Още от създаването си през 9 век градът носи името Перник. Първите сведения за уседнал живот в района на Перник датират от 6000 г. пр. Хр. (ранен неолит). В годините преди да падне окончателно под властта на Византия градът служи за столица на земите между Дунав и Стара планина. Днес градът е сред индустриалните центрове на България.

## География

### Местоположение
Разположен е на 28 km югозападно от столицата София, на 57 km североизточно от Кюстендил, на 174 km от Пловдив, на 483 km от Варна, на 475 km от Бургас, на 83 km северно от Благоевград.
Градът е стопански, културен и административен център на община с 2 града и 22 села, с обща площ 461,1 km2, което надвишава средната площ за община в България – 427 km2 Средно на 100 km2 територия са разположени 4,98 селища.
Общата площ на града е 28 862 дка, включително с кварталите „Бела вода“, „Изток“, „Тева“ и „Калкас“ с население 93 424 жители. Населението на общината е 111 799 жители, от които 33 401 млади хора (до 25 години).

### Релеф
Град Перник е разположен в Пернишката котловина с надморска височина между 700 и 850 m, дължина 22 km, заобиколен от планините Витоша, Голо Бърдо и Люлин. През града тече река Струма, която извира южно от Черни връх и е сред най-големите реки в страната, с обща дължина от 290 km.
Пернишката община е разположена в едноименната котловина, която се отличава със силно развито подножие и с преобладаващо развитие на високи тераси. Нейното дъно има хълмист характер и се отводнява от реките Струма и Конска.
От север и от изток границата на котловината се очертава от южните склонове на Люлин и западните склонове на Витоша, разделени от Владайското дефиле. От запад се ограничава от Брезнишката котловина и Голо бърдо, разсечена от река Струма под местността Кракра.
Релефът на котловината е разнообразен. Южните склонове са полегати и голи, докато северните са по-стръмни и обрасли с растителност.

### Климат
Перник е в умерено-континенталната климатична област, като само Витошкият склон е в планинската климатична област. Климатичните условия се определят от сравнително голямата средна надморска височина – 750 m.
Характерна черта на климата са приземните температурни инверсии, особено през зимните месеци. Пролетта настъпва сравнително късно – към края на март и началото на април. Средната пролетна температура е +9 °C. За лятото средната сезонна температура е 19,9 °C. Най-горещият месец е юли – средномесечна температура 29,6 °C. Абсолютният температурен максимум е 38,1 °C. Есента е по-топла от пролетта, средната сезонна температура е 10 °C. При западни и югозападни ветрове, които са преобладаващи, по северните склонове на Голо бърдо се наблюдава фьон, който е най-типичен през пролетта. Сравнително голям е броят на дните с мъгли през годината – 28,8 дни. През топлото полугодие те са 2,5, а през студеното – 26,3 дни.
Валежите имат подчертано континентален характер. Те играят голяма роля в процесите на замърсяване и самоочистване на атмосферата от замърсители. Тяхното количество, заедно с относително ниските летни температури, е причина за по-слабите летни засушавания, отколкото в низините в Северна и Средна България. Средногодишната сума на валежите е 550 – 606 mm, като средните валежи по сезони са както следва: пролет – 162, лято – 165, есен – 152, зима – 128 mm. Най-влажен месец е май, а най-малко валежи падат през март. Относително високата сума на валежите е положителен фактор за само очистването на атмосферата, но намалява разсейването и довежда до значително по-високо натоварване на почвите и повърхностните води.
| Климатични данни за град Перник    | Климатични данни за град Перник | Климатични данни за град Перник | Климатични данни за град Перник | Климатични данни за град Перник | Климатични данни за град Перник | Климатични данни за град Перник | Климатични данни за град Перник | Климатични данни за град Перник | Климатични данни за град Перник | Климатични данни за град Перник | Климатични данни за град Перник | Климатични данни за град Перник | Климатични данни за град Перник |
| Месеци                             | яну.                            | фев.                            | март                            | апр.                            | май                             | юни                             | юли                             | авг.                            | сеп.                            | окт.                            | ное.                            | дек.                            | Годишно                         |
| Средни максимални температури (°C) | 2,1                             | 4,7                             | 9,1                             | 15,0                            | 20,2                            | 23,6                            | 26,3                            | 26,5                            | 22,6                            | 16,5                            | 10,2                            | 4,3                             | 15,1                            |
| Средни температури (°C)            | −2                              | 0,2                             | 3,7                             | 9,7                             | 14,2                            | 17,5                            | 19,6                            | 19,2                            | 15,4                            | 10,2                            | 5,6                             | 0,5                             | 9,5                             |
| Средни минимални температури (°C)  | −5,7                            | −3,9                            | −0,9                            | 3,8                             | 8,5                             | 11,5                            | 12,8                            | 12,8                            | 9,0                             | 5,0                             | 1,8                             | −2,7                            | 4,3                             |
| Средни месечни валежи (mm)         | 43                              | 37                              | 37                              | 53                              | 71                              | 77                              | 48                              | 39                              | 43                              | 53                              | 56                              | 48                              | 604                             |
| ---------------------------------- | ------------------------------- | ------------------------------- | ------------------------------- | ------------------------------- | ------------------------------- | ------------------------------- | ------------------------------- | ------------------------------- | ------------------------------- | ------------------------------- | ------------------------------- | ------------------------------- | ------------------------------- |
| Източник:                          |                                 |                                 |                                 |                                 |                                 |                                 |                                 |                                 |                                 |                                 |                                 |                                 |                                 |

### Води
Река Струма преминава през град Перник, като определя състоянието на повърхностните води в района на града. Тя е основен източник за питейно и промишлено водоснабдяване на Перник. В същото време е и водоприемник на всички отпадни води на „Стомана“ АД, ТЕЦ „Република“ и др.
Оттокът на река Струма е регулиран чрез 2 язовира. Язовир Студена служи за осигуряване на общото водопотребление на Перник и за напояването на района. Язовир „Пчелина“ е вторичен утайник на река Струма.
Подземните води на района на Перник имат преобладаващо дъждовно-снежно подхранване. В района има 2 основни минерални водоизточника – в кв. „Бела вода“ и експлоатационни в село Рударци. Минералната вода в село Рударци се използва за минерални бани и балнеопрофилактика, бутилира се и се продава като трапезна вода. В центъра на с. Рударци има и чешма със свободен достъп до минералната вода.

### Деление
Град Перник е административно разделен на 5 района с 10 основни и 33 по-малки квартала. Районните кметства са: кметство квартал Бела вода, кметство квартал Калкас, кметство квартал Изток, кметство квартал Църква и Пернишка голяма община. Между кварталите има удобен транспорт от автобуси, маршрутни таксита и влакове.
| Районно кметство | Квартали |
| ---------------- | --- |
| Център           | Клепало, Монте Карло, Центъра, Проучване, Радина чешма, Ралица, Рено, Рудничар, Селото, Табана, Варош, Твърди ливади, Христо Ботев, Христо Смирненски, Хумни дол, Драгановец, Нови Драгановец, Тева, Стара Тева, Чекърчийска, Красно село, Парлева махала, Пригаров район, Цалева круша, Шумачка махала, Илчовска махала, Кошаревска махала, Мацова махала, Бенева махала |
| Изток            | Мошино, Изток, Ладовица, Индустриална зона 1, Индустриална зона 2, Стомана, Метал |
| Калкас           | Могиличе, Ралица, Васил Левски, Куциян, Каменина |
| Църква           | Църква, Пиперкова махала, Ингилийзка махала, Захаринова махала, Чишкарева махала |
| Бела вода        | Кристал, Бела вода, Свети Панталеймон, Шумачка махала |

## Население
Численост на населението според преброяванията през годините:
| \| Година на преброяване \| Численост \| \| --------------------- \| --------- \| \| 1934 \| 21 269 \| \| 1946 \| 34 981 \| \| 1956 \| 63 482 \| \| 1965 \| 81 526 \| \| 1975 \| 87 408 \| \| 1985 \| 94 155 \| \| 1992 \| 90 549 \| \| 2001 \| 85 991 \| \| 2011 \| 80 191 \| \| 2021 \| 68 259 \| |           |
| Година на преброяване | Численост |
| 1934 | 21 269    |
| 1946 | 34 981    |
| 1956 | 63 482    |
| 1965 | 81 526    |
| 1975 | 87 408    |
| 1985 | 94 155    |
| 1992 | 90 549    |
| 2001 | 85 991    |
| 2011 | 80 191    |
| 2021 | 68 259    |

## История
От най-ранни времена Пернишката котловина е предоставяла благоприятни условия за живот. Тук е имало земя, годна за обработване, вода за пиене, просторни пасища, удобни места за строеж на жилища. Близките планини предоставят прекрасни условия за лов. От намерените археологични паметници може да се заключи, че първи прояви на живот в района са от 6 хиляди години преди новата ера. Селище има още от времето на тракийските царства. През римско време селището е заемало важно място по стратегическия път, свързващ Улпия Сердика (сега София) с Улпия Пауталия (сега Кюстендил).

### До Средновековието
Най-ранната история на Перник започва още преди цели 8000 години. Първите сведения за поселищен живот в района на Перник датират от 6000 г. пр. Хр. (ранен неолит). За живялото тук тракийско племе агриани споменава още Тукидид, когато разказва за похода на одриския цар Ситалк срещу македоните през 429 г. пр. Хр. Други тракийски племена в областта били граеите и илеите. Техният основен град се наричал Адева (Adeβa), върху чийто развалини е построен Перник. Тези земи били крайните в неговата държавна организация. Богати археологически находки свидетелстват за тракийско селище от късния неолит. От това време е най-богатата в централнобалканската зона керамична колекция, която се пази в Историческия музей. Тук се съхранява и чудесна експозиция от релефи и скулптури, посветени на здравоносните божества Асклепий и Хигия, почитани в района заради наличието на много минерални извори.
На мястото на по-късната средновековна крепост са разкрити останки от римско селище, включително от няколко късноантични църкви. На самия връх на хълма е открита еднокорабна църква, построена върху по-стара сграда от II век и действала от края на IV век до края на VI век. На 30 – 40 метра северно от крепостните стени е открита друга еднокорабна църква от IV – VI век. На хълм на отстрещния бряг на Струма е открита трета църква от този период, сходна с двете при крепостта.
В късноантичната вила от 3 – 4 в. н.е. и възникналото върху развалините ѝ ранно-византийско селище, просъществувало до началото на 6 в. н.е. в квартал „Бела вода“ са установени костни останки от над 20 вида диви (ловни) и домашни животни, най-многобройни сред които са били тези на говедото (Bos taurus) и домашната свиня (Sus scrofa f. domestica). От птиците по данни на палеоорнитолога проф. Златозар Боев, най-многочислени са находките от домашна кокошка (Gallus gallus f. domestica). Те доказват практикуването на селективно птицевъдство с месна насоченост. В античното селище Арбанас до Перник от 1 – 3 в. н.е. са открити останки от бухал (Bubo bubo), полска яребица (Perdix perdix), както и домашни гълъб и кокошка.

### През Средновековието
По времето на кан Омуртаг селището влиза в пределите на българската държава и става гранична крепост. Крепостната стена върви по естествените очертания на платото на хълма Кракра, широка е над 2 m и обхваща над 4,5 ha. Главната порта е в североизточната част на крепостта, от нея започва главната улица. В нея са разположени административни, стопански, жилищни и религиозни сгради. При археологически разкопки са намерени много монети и печат на цар Петър (927 – 970 г.).
За пръв път през Средновековието селището е споменато в житието на Свети Иван Рилски – пустинножителят „отиде в Перник и се настани в место каменно близо до река, наречена Струма, и тук си направи свое покоище.“ Свети Иван Рилски е небесен покровител на българите, пазител на миньорите и покровител на града.
В началото на 11 век селището е непристъпна за византийците крепост, седалище на легендарния войвода Кракра Пернишки, играл важна роля по време на Първото българско царство. Днес тя е една от най-големите исторически забележителности на града. Българите се възползват от укрепеното място и в пролома на Струма изграждат една от най-мощните български твърдини – Перник. За пръв път това име се споменава през IX век. Легенди свързат името на града с това на славянския бог Перун. В края на 10 и началото на 11 век Перник е административен център на местния войвода Кракра Пернишки – „мъж, отличен във военното дело“ според византийските летописци Скилица и Кедрин, играл важна роля по време на Първата българска държава.
Особено голям е приносът на Кракра през 1004 г., когато той храбро защитава своята твърдина и спира настъплението на византийския император Василий II Българоубиец към Средец. След продължителни бойни действия той отхвърля предложените му високи постове, нанася тежко поражение на византийските войски и ги принуждава да се оттеглят от неговата област. През 1016 г. Кракра Пернишки удържа нова, 88-дневна обсада и след многочислени загуби Василий II отново е принуден да се оттегли. Легендите за онова време твърдят, че кръвта от убитите византийски войни била толкова много, че дълги години червенеела по скалите в подножието на Пернишката крепост. Оттам дошло и названието на местността – Кървавото.
През 1017 г. Кракра Пернишки събира голяма войска, благодарение на своите дипломатически умения привлича на своя страна печенезите и с тези обединени сили се готви да нанесе удар по Византия, за да освободи земите между Дунав и Стара планина от византийските нашественици. Коварната политика на Константинопол обаче успява да подмами печенезите и те разтурят съюза. След смъртта на цар Иван-Владислав през 1018 г. Кракра счита по-нататъшната съпротива за излишна и с цел да запази живота на българите, се подчинява на византийците заедно с подвластните му 35 крепости. Славният живот на войводата е възпят през 1874 г. от Петко Рачов Славейков в поемата му „Кракра Пернишки“, която сюжетно е изградена върху някои действителни моменти от неговия живот. Днес Пернишката крепост е една от най-големите исторически забележителности на града.
Перник влиза в пределите на Второто българско царство през 1204 г., крепостта продължава да има своето важно стратегическо значение като център на административна област.

### Османска империя
Създаването на Османската империя и падането на България под османска власт (1396 г.) слага край на значението, което Перник има като крепост, вече не е и административен център. Неговият напредък се обуславя от природните богатства на околността.
При мирен труд и усилена работа и главно поради факта, че в околността не са се заселвали турци, населението успяло да изгради едно добро благосъстояние. В първите векове на османското владичество местното население се ползва със статут на войнуци (освободени са от някои райетски данъци и са смятани за „свободни поданици“ на султана). Особено е било развито скотовъдството. Според чешкия историк Константин Иречек, при своите нападения над Перник през 1690 г. граф Шенкендорф е отвел над 7000 глави добитък. Това бедствие безсъмнено е накърнило жестоко икономическото състояние на местното население.
През 1869 г. по поръчение на османското правителство австрийският геолог Фердинанд фон Хохщетер извършва проучвания във връзка с проектираните строежи на железопътни линии в европейските предели на империята. Той проучва и Пернишката котловина, която описва като „Църковски кафяво-въглищен басейн при западните поли на Витоша“. Първото практическо използване на въглищата става през 1873 г. от италианската комисия, която прокарвала трасето на жп линията София – Кюстендил. В работата по прокарване на трасето участва и Иван Вазов.
В архивите на Регионалния исторически музей в Перник са запазени имената на повече от 30 опълченци, загинали за освобождението на България. На 6 януари 1878 г. кавказката бригада на генерал Гурко, движеща се в посока Кюстендил и Горна Джумая (дн. Благоевград) освобождава тогавашното село Перник и околните селища.

### След Освобождението
Освобождението заварва Перник като малко земеделско и скотовъдно селище с население около 1000 души, съставено от отделни махали – Средна махала, Варош и Пешова махала, разположени по двата бряга на Струма и в подножието на старата крепост. Изключителен тласък за бъдещото развитие на селището дават каменните въглища, лежащи в недрата на Пернишката котловина.
Най-новата история на Перник започва през XIX век с разработката на богатите въглищни залежи в района. Според някои учени въглищата са известни още от Х-XI век. Преди да започне промишлената им експлоатация, местното население копае с кирки и лопати и пренася с каруци и колички „чернийо камък“. Бързото развитие на Перник е свързано с големите доставки на въглища за столицата, предназначени за битови нужди и за железопътния транспорт. Дотогава за железниците, за речните и морските кораби се доставят въглища чак от Кардиф, Великобритания.
През 1878 г. руски войници копаят въглища край с. Мошино за отопление на своите казарми. През 1879 г. правителството прави опит да експлоатира въглищните залежи, но поради липсата на подготвени кадри начинанието се проваля.
През 1891 г. са извършени проучвания на залежите край с. Перник. През юли 1891 г. Министерството на финансите издава заповед за експлоатацията им, като проектът за това е изготвен от инженерите Димитър Юрданов и Кънчо Садаков. Под тяхно ръководство на 17 август 1891 г. 114 работници започват добив на въглища в 2 местности около село Перник – Кулата (по-известна като „Старите рудници“) и Бели брег. До края на годината са добити 8429 тона въглища.
С построяването на първите миньорски квартали по терасите на р. Струма се слага началото на рударското селище Перник. Няколко десетилетия той е енергийното сърце на България.

### В началото на 20 век
От 1892 до 1926 г. Перник бележи един от най-големите за България прирасти на население – от 1413 на 12 296 души. Експлоатацията на въглищата дава тласък за развитието на Перник. За първи път в България с монтирането през 1895 г. на минната сепарация и нужната за нея електрическа станция пламва електрическа крушка за осветление. През 1893 г. е открита гара Перник от жп линията София – Кюстендил. Разраства се строителството на минни предприятия – ТЕЦ за 3000 V, открита през 1918 г., ТЕЦ за 6000 V (по-късно ТЕЦ „Перник“) през 1929 г., което позволява да започне електрифицирането на Перник и околните селища.
С бързи темпове се благоустроява селището (канализиране и водоснабдяване), строят се административни сгради – Общинско управление, Дирекция на минната управа и др., жилищни квартали – Инженерен, Монте Карло, Твърди ливади и др.
Разгръща се обществен и културен живот – през 1919 г. е открит Работнически театър, създават се просветни и землячески дружества. Създадена е санитарна служба, през 1925 г. започва своето действие професионална пожарна команда. Перник добива облика на индустриално селище, подобно на много миньорски селища в Западна Европа. На 26 юни 1929 г. с Указ № 402 на цар Борис III Перник е обявен за град.
Развитието на Перник като минно селище дава своето отражение на неговата архитектура. Строежът на Минната църква започва през 1910 г. по идея на тогавашния директор на мината инж. Иван Симеонов, а нейното освещаване е извършено от епископ Варлаам в деня на минния празник 19 октомври 1920 г. Стенописите в храма са дело на художниците Никола Маринов, Дечко Узунов и Александър Поплилов. Над входа на храма има прекрасна многоцветна мозайка с лика на св. Иван Рилски, който е патрон на мината. 19 октомври е ден на града от 1980-те години.

### 1930-1940-те години
Превръщането на Перник в индустриално селище води до разкриването на нови промишлени предприятия. През 1931 г. с български и белгийски капитали започна строителството на фабрика „Кристал“ за производство на плоска и куха стъклария, през 1933 г. започва изграждането на първото в страната предприятие за валцувани метали „Български железни заводи“, оборудвано с електродъгови металургични пещи, фабрика за сушене на плодове и зеленчуци, която през 1951 г. прераства в единствения завод на Балканите за производство на пектин.
Срещу църквата е сградата на минната дирекция. Построена е през 1932 г. по проект на архитектите Коста Николов и Илия Попов. Външно е оформена в неокласически маниер, а вътре се забелязват влияния на ранна готика. Часовниковата кула дълги години властва по височина над целия град. Сградата е разгърната в правоъгълна форма около вътрешен двор, който е разделен на 2 от централна част, в която са поместени парадното стълбище и тържествена зала. Леко изнесеният сводест главен вход с врати от ковано желязо и аркадите от бял камък целят да подчертаят не само характера на сградата, но и да служат при празненства. Часовниковият механизъм на кулата е от система „Бреге“. Той е свързан с още 30 по-малки стенни часовника вътре в сградата и работи на електромеханичен принцип. Централното фоайе, централното стълбище и крайстълбищните кулоари са облицовани с пъстроцветни италиански мрамори и полиран гранит, а коридорите – с доставен от Чехия декоративен фаянс.

### 1940-1980-те години
От 20 юли 1949 до 19 януари 1962 г. градът носи името Димитрово в чест на Георги Димитров, след което отново е преименуван на Перник. В тези години градът продължава своето индустриално развитие. През 1948 г. машинната служба при мини Перник и преобразувана в машиностроителен завод. В периода 1950 – 1970 г. са започнали своята работа ТЕЦ „Република“, металургичен завод „Ленин“, заводът за токоизправители, заводът за заваръчни машини, заводът за феромагнити, заводът за специални стоманени профили. През 1959 година, при строителството на нов прокатен цех в металургичния завод, става една от най-тежките строителни аварии в българската история, при която загиват 7 души.
На 12 февруари 1957 г. е открит Дворецът на културата. Той е по проект на арх. Александър Дубовик, който го е развил в класически маниер, с едри, пропорционални и лаконични форми. Лицевата фасада е хармонична, изпълнена със симетрия и завършеност. Сградата е разположена върху площ от 4250 m2. Изградена е с български строителни и облицовъчни материали. Корнизите и рамките на прозорците са от русенски камък. Квадратните колони във фоайето са облицовани с цветен жабленски мрамор. Декоративното оформление е наситено и с национални битови елементи. Странично под централната колонада са монтирани 2 малки барелефа – „Миньори“ в изпълнение на Секул Крумов и Благой Илиев и „Металурзи“ в изпълнение на Любомир Далчев.

### Хронология
- 7 – 11 в. – Перник е икономически, военен и културен център в югозападните български земи. Селището се присъединява към Първата българска държава след договора от 816 г. Славата му е свързана най-вече с болярина Кракра Пернишки, оказал решителна съпротива на ромеите в началото на XI в.
- Край на 12 в. – крепостта е разрушена, но селището продължава да съществува. Значението му намалява и неговият блясък не достига степента на Средновековието.
- 19 – 20 в. от земеделско и скотовъдно селище Перник се превръща в значим център на минното дело, металургията и машиностроенето. Засилва се развитието на търговията и банковото дело.
- 1891 г. – приет е законът за мините и открит първият рудник на Държавна мина „Перник“ в местността Кулата. Около него са построени първите минни сгради. Постепенно центърът на селището се премества от „Вароша“ около новото минно селище.
- 1893 г. – откриването на железопътната линия Перник – София дава нов тласък за развитие на село Перник. Железопътната гара е построена през 1927 г.
- 1895 г. – в Перник светва първата електрическа крушка в България.
- 1899 г. – построена е първата електроцентрала в България. Използвана е за осветление на пресевната фабрика и района около нея.
- 1903 г. – св. Иван Рилски е обявен за покровител на миньорите. Честван е първият минен празник.
- 1919 г. – влиза в експлоатация Централа 3000 V.
- 1934 г. – построена е стъкларската фабрика „Кристал“.
- 1932 г. – завършена е сградата на Минната дирекция.
- 1934 г. – влиза в експлоатация Брикетната фабрика.
- 1951 г. – влиза в експлоатация ТЕЦ „Република“.
- 5 ноември 1953 г. – В Металургичният завод (после комбинат) „Ленин“ (сега „Стомана“ АД), е произведена първата стомана и от тогава датата е „Ден на металурага“ в България. Мартеновите пещи на завода започват работа няколко месеца по-рано.
- 1953 г. – открит е язовир „Студена“.
- 1953 г. – завършена е Пощенската палата в центъра на Перник.
- 1957 г. – открит е Дворецът на културата.
- 1960 – 1964 г. – открити са Заводът за токоизправители, Заводът за заваръчни машини, Заводът за феромагнити.
- 1968 г. – построен е Градският универсален магазин.
- 1972 г. – завършени са хотел „Струма“ и Домът на професионалните съюзи.
- 1978 г. – завършена е сградата на Общинската управа.
- 1982 г. – изграден и оформен е днешният център на Перник.
- 22 май 2012 г. – силно земетресение разклаща Перник. То е с магнитуд 5,8 и епицентър на между селата Мещица и Витановци, на 5 km северозападно от центъра на град Перник.
- 19 ноември 2015 г. – открита е реновираната централна градска част

## Политика

### Общински съвет
Общинският съвет е орган на местното самоуправление, избран от жителите на община Перник. Организацията и дейността му се определят и осъществяват въз основа на Конституцията на Република България, Европейската харта за местното самоуправление, Закона за местното самоуправление и местната администрация и Правилника за дейността му.
В изпълнение на правомощията си общинският съвет приема правилници, наредби, инструкции, решения, декларации и обръщения. Той приема правилник за организацията и дейността си, комисиите и взаимодействието му с общинската администрация.
| Резултати от избори за общински съветници | Резултати от избори за общински съветници | Резултати от избори за общински съветници | Резултати от избори за общински съветници | Резултати от избори за общински съветници | Резултати от избори за общински съветници | Резултати от избори за общински съветници | Резултати от избори за общински съветници | Резултати от избори за общински съветници |
|                                           | Атака                                     | БСП                                       | ОБТ                                       | ЛИДЕР                                     | ГЕРБ                                      | ЗНС                                       | СДС                                       | ДСБ                                       |
| ----------------------------------------- | ----------------------------------------- | ----------------------------------------- | ----------------------------------------- | ----------------------------------------- | ----------------------------------------- | ----------------------------------------- | ----------------------------------------- | ----------------------------------------- |
| 2011                                      | 1                                         | 12*                                       | 3*                                        | 5                                         | 15                                        |                                           | 2*                                        | 3*                                        |
| 2007                                      | 2                                         | 10*                                       |                                           | 1                                         | 4*                                        | 15*                                       | 9*                                        | 9*                                        |
| * В коалиция с други партии.              |                                           |                                           |                                           |                                           |                                           |                                           |                                           |                                           |

### Организации
- Общински младежки съвет
- Териториална дирекция на Държавния архив
- Национален синдикат „Защита“
- Православно християнско братство „Св. цар Борис I“
- Регионален координационен съвет на КНСБ
- Регионален съвет КТ „Подкрепа“
- Организация на слепите, ул. „Райко Даскалов“ 11
- Дружество „Военноинвалид“, ул. „Радомир“ 1
- Съюз на инвалидите, ул. „Радомир“ 1а
- Съюз на военноинвалидните кооперации в България, ул. „Кракра“ 14
- Регионално дружество за подкрепа на лица с умствени и физически затруднения
- Дружество на самотните майки, ул. „Брезник“ 60
- Демократичен съюз на жените, ул. „Радомир“ 1
- Клон на Българския женски съюз
- Регионален съвет на Българския антифашистки съюз
- Свободен младежки център, ул. „Кракра“ 68/7
- Фондация „Здраве“
- Комитет „Спасение“
- Регионален бизнес център за подпомагане на МСП, ул. „Света Петка“ 63
- Фондация „Дар за бъдещето“
- Областен съвет на БЧК, ул. „Радомир“ 1
- Българско сдружение за честни избори и граждански права
- Женска инициатива за солидарност към фондация „Жар“
- Дружество на краеведите – сайт
- Регионално дружество „Знание“
- Фондация Позитивни умения на личността в социума
- Сдружение „Дай, бабо, огънче!“

## Икономика
В местната икономика са застъпени почти всички отрасли на материалното производство.

### Промишленост
Перник е един от най-големите градове в България за добив на въглища.
Водеща роля има черната металургия („Стомана-Индъстри“), завод за специални стоманени профили „Благой Попов“ („Камет“ АД), стоманолеярния завод „Солидус“; производство на електро- и топлоенергия („Топлофикация Перник“ – ТЕЦ „Република“), машиностроителна и металообработваща промишленост – „Прамет“ (бивш завод „Феромагнит“), първия машиностроителен завод „Струма“, завод за „Заваръчни машини“ АД (бивш завод „Кракра“), завод за металорежещи машини „ЗГММ“ АД, завод за метални изделия и машини „Минералмаш“, завод за метални конструкции и поцинковане „Колхида метал“, „Централна ремонтна база – Перник“ ЕООД – първото ремонтно предприятие в България за изработка на детайли, поддържане и ремонт на тежка механизация; електротехника – „Инкомс – Токоизправители“, „Леми трафо“, „ЕМУ Перник“ ООД, открит въгледобив – „Мини открит въгледобив“ ЕАД и Централна обогатителна фабрика (ЦОФ), производство на индустриални газове – „Еър Ликид България“, строителство – „Заводски строежи – ПС – Перник“ АД, вибробетонни изделия, бордюри, тротоарни и паважни изделия – „Софурбан“ ООД и други. Нараства делът на леката промишленост – шивашка и текстилна, търговията и услугите.
Значителна част от производствените фондове са преминали в частна собственост, в т.ч. и на чуждестранни фирми (предимно от Гърция) в металургията – „Виохалко“; в производствената сфера – фабрика за помощно и спасително корабно оборудване на „Лализас“ – Гърция; в шивашката промишленост – „Блупойнт“, „Арахни“,  „Алфа текстил“, „Катерини текстил“, „Василеви сокс груп“ и др.; дървообработване и производство на мебели – „Рапид груп“ и „Пиранел – мебел“, „БГ Палетс“ – производство на палети, елементи и опаковъчен амбалаж от дървен материал. Хранително-вкусовата промишленост е представена чрез производството на шоколадови изделия „Мелбон“, месни продукти „Сами-М“ и „Прим“, „Сани конс“ (царевични пръчици „Зайо байо“) и др. Чуждестранни инвестиции са насочени и в няколко новооткрити малки производствени цеха – за производство на технически детайли и уплътнения от течен силикон на „Трелеборг Сийлинг Солюшънс Перник" ЕООД – част от шведската Трелеборг груп, добавки за бетон и хидроизолационни разтвори за мазилки на „Адинг“ – Македония, и за производство на подобрители за хляб, хлебни изделия и сладкарската промишленост на „Пуратос“ – Белгия.
Сред фирмите, обявили фалит след неуспешна приватизация са заводите: за производство на стъкло – „Кристал“, за строителни панели ДФ „Бетон“, за стоманени профили „Благой Попов“ („Камет“) АД, за производство на пектин „Пектин“ АД, първият български машиностроителен завод „Струма“, стоманолеярният завод „Солидус“, по-старият „ТЕЦ – Перник“, месопроизводственият „Родопа“ – Перник, старият „Хлебозавод“ – Перник и др. Поради тези факти в града могат да се срещнат и не малко празни цехове, халета и индустристриални зони, нуждаещи се или от реиндустриализиране или от рекултивиране.

### Търговия
В града функционира градският универсален магазин – ГУМ. През последните години в града са построени много магазини от типа хипер- и супермаркети: „Кауфланд“ (2 бр.), „Билла“ (2), „Лидл“ (2), „Фантастико“, „Т Маркет“ (2), „Пени маркет“, „СВА“ (9) и „КООП“; за техника – „Технополис“, „Техномаркет“, „Технокомерс“ (3); за мебели – „Явор“, „JYSK", „Технокомерс“, „Велес“, „Нов дом Симеонов“, „Мебели Виденов", „Мура“, „Мебели от Троян", строителни хипермаркети – „Марден“ и „Мал-мук“ и др. В най-скоро време се очаква да започне и строежът на първия за града голям търговски център, който трябва да бъде изграден до 2015 г. Инвестицията е за около 16 милиона евро, а МОЛ-ът ще отвори 400 работни места в Перник. За периода 2010 – 2015 г. се планира изграждането на друг шопинг център в Перник – CITYPOINT. Инвестициите в т.нар. „молове“ към 2015 г. са замразени и не е ясно дали ще бъдат осъществени.

### Транспорт
В миналото през Перник е минавал важният търговски път София – Солун. Освен част от трасето на железопътната линия, която свързва Централна Европа и Гърция, днес покрай града преминават също и участъци от Паневропейските транспортни коридори 4 и 8, съответно чрез  европейски път E79 – автомагистрала „Струма“, европейски път Е871.
Перник е регионален транспортен център с удобни железопътни връзки към столицата София, към близки други областни градове Кюстендил и Благоевград, и към ГКПП Кулата - Промахон. В градската част е развит автомобилен транспорт. Пътническите превози се осъществяват предимно от общинската транспортна фирма.
Обслужва се от постоянни градски и междуселищни автобусни линии. В града има голям набор от маршрутни таксита, действаше и градска тролейбусна мрежа. Редовни автобусни линии има до столицата София, градовете и селата от област Перник. Най-големите фирми в града, предоставящи автобусен транспорт, са „Юнион Ивкони“ и „Пътнически превози“. Перник е важен жп възел по трасето между столицата София – Югозападна България и Гърция.
През град Перник минават:
- Паневропейски транспортен коридор IV чрез  европейски път E79 – автомагистрала „Люлин“ и автомагистрала „Струма“;
- Паневропейски транспортен коридор VIII чрез  европейски път Е871 – първокласен път в посока област Кюстендил и българо – македонската граница;
- Републикански път II-63 в посока гр. Трън и българо–сръбската граница.

## Образование
Развитието на града и неговото разрастване води до неговото културно и просветно развитие. През 1900 г. в Перник е имало малко селско училище. Сега в града действат 11 основни училища, Природоматематическа гимназия, Гимназия за изучаване на чужди езици, 5 среднообразователни училища, 6 професионални гимназии, спортно училище и висше училище – Европейски политехнически университет.

### Висши училища
- Европейски политехнически университет

### Други училища
- ОУ „Св. Иван Рилски“
- СУ с разширено изучаване на чужди езици „Д-р Петър Берон“
- ОУ „Св. Константин-Кирил Философ“
- IV СОУ „Св. Климент Охридски“
- V СОУ „Петко Р. Славейков“
- VI СОУ „Св. Кирил и Методий“
- VII ОУ „Г. С. Раковски“
- VIII ОУ „Кракра Пернишки“
- IХ ОУ „Темелко Ненков“
- Х ОУ „Алеко Константинов“
- ХI ОУ „Елин Пелин“
- ХII ОУ „Васил Левски“
- ХIII ОУ „Св. св. Кирил и Методий“
- XIV ОУ „Иван Вазов“
- XV ОУ „Св. св. Кирил и Методий“
- XVI СОУ „Св. Кирил и Методий“
- Спортно училище „Олимпиец“
- Помощно училище „Йордан Йовков“
- Помощно училище – интернат
- Професионална техническа гимназия „Юрий Гагарин“
- Професионална гимназия по техника и строителство „Арх. Йордан Миланов“
- Професионална гимназия по икономика
- Професионална гимназия по енергетика и минна промишленост „Христо Ботев“
- Технологична професионална гимназия „Мария Кюри“
- Професионална гимназия по облекло и туризъм „Св. Иван Рилски“
- Гимназия с преподаване на чужди езици „Симеон Радев“
- Природо-математическа гимназия „Христо Смирненски“

## Медии

### Интернет сайтове
- PernikRSS – всички новини за град Перник на едно място
- iPernik – Перник: за хората и събитията
- Pernik.org – новини от Перник и областта
- Агенция „Pernik Today“ – новини от Перник
- Перник Днес – всичко за Перник: бизнес, новини, обяви, игри, история, география, култура и много други
- Новинарска Агенция „ZaPernik“ – новини от Перник
- Новини за Перник – новините в Перник
- PernikOnline.com – новини от Перник и региона
- Перник нюз – В тандем с новините
- Studiopernik.com – новини от Перник

### Радио и телевизия
- Телевизия „Кракра“ има 24-часова схема на работа, включваща широк спектър от програми: новини, публицистика, развлекателни, музикални, детски, културни и други предавания. Новини се излъчват от октомври 1994 г., като от самото им начало те са с регионална насоченост. Заснема и изработва документални филми, които пресъздават миналото и отразяват настоящето на хората от Пернишка област.
- Канал „Струма“ е кабелна телевизия, разпространявана от кабелния оператор „ТВ Кракра“.
- Радио „Ултра“ излъчва за Перник от началото на 2004 г., това е първата радиоверига в Югозападна България.
- Вече е преустановено излъчването на регионалните радиостанции Кракра, Перник ФМ, Мила, Кис ФМ и Екстрийм.
- В града излъчват радиостанцииите с програма от София: Focus, Bulgaria On Air, N-Joy, както и програмите на БНР: Хоризонт, Христо Ботев и Радио София.
- Общинското радио излъчва популярна българска и чуждестранна музика, заседанията на Общинския съвет, новини от Перник и страната и други предавания.

### Печатни издания
- „Градски вестник“ е частен ежедневник. Първият брой излиза на 19 август 1993 г. Разпространява се в Перник, Брезник, Радомир, Трън, Ковачевци, Земен и други селища от Пернишка област. Цялостният живот в Пернишка област – икономически, финансов, политически, спортен и културен, намира място на страниците на вестника. С проблемни статии, анализи и журналистически разследвания се отразяват най-горещите теми от ежедневието на региона. Богати са и рекламните страници на вестника.
- Вестник „СъПерник“ е пернишки таблоид, който се издава ежедневно. В 16 страници перничани научават новините от деня и съобщенията, обявите и рекламите от града ни.
- Вестник „ИНФОПОЩА“ – Безплатният вестник предоставя възможност на фирмите от региона да популяризират своя бизнес достъпно и атрактивно чрез полезна информация.
- Списание „Life at city“ – културно-информационен справочник на град Перник.
- Вестник „Грош“ – седмичник за малки обяви от Перник, Радомир, Брезник, Трън и селата. Излиза в събота.

## Култура

### Религия
Най-изповядваната религия в Перник и прилежащите му територии е източното православие. Мнозинството от жителите на града (над 95%) декларират, че са българи по произход. В района не се срещат джамии, синагоги и католически църкви. В Пернишко имат над 60 действащи и 20-на недействащи православни храма.
На територията на града има евангелска петдесятна църква, която е основана през 1920 г. Член е на Съюз на евангелските петдесятни църкви в България от 1931 г. Църквата се намира на ул. „Алеко Константинов“ 10.
Най-старата църква в града е „Свети Георги“, изградена през 1843 година в местността Кървавото в югозападната част на града.

### Библиотеки
Най-голямото документално книгохранилище и основен справочно-информационен и краеведски център на територията на региона е библиотека „Светослав Минков“. Фондът на библиотеката е около 292 000 библиотечни единици. Създадена е през 1955 г. като градска масова библиотека. Започва дейност със своето преместване в Двореца на културата през 1957 г. През 1983 г. е удостоена с орден „Кирил и Методий“ I степен и наименувана на големия български писател Светослав Минков. Библиотеката организира изложби и литературни срещи с издателства и автори. От 2007 г. с постановление № 80 от 7 април 2006 г. на МК библиотеката променя статута си от УНБ в РБ и излиза от структурата на Общински комплекс „Дворец на културата“.

### Дворец на културата
Дворецът на културата е културното средище и институцията, осъществяваща дейности по създаването, разпространяването и опазването на културните ценности в Перник. При построяването му е бил най-големият комплекс за културно средище на целия Балкански полуостров. В него е съсредоточена дейността на школи и клубове по изкуства, художествена галерия „Любен Гайдаров“, универсална научна библиотека, камерен оркестър Орфей, духов оркестър, ансамбъл за народни песни и танци „Граовска младост“.
Към Двореца на културата функционират:
- Професионален духов оркестър
- Камерен оркестър „Орфей“ с диригент Райчо Христов, основан през 1975 г. Оркестърът е лауреат на Международния конкурс за оркестри „Херберт фон Караян“, Берлин, 1976 г.
- Народен хор с диригент Силвия Ванчева. Основан е през 1959 г. и има записи в Българско национално радио.
- Камерен хор „Иван Топалов“ с диригент Юли Дамянов. Хорът е създаден през 1987 г. Носител е на златен медал от Осми републикански фестивал на художествената самодейност и голямата награда на международния хоров фестивал в град Левадия, Гърция. С успехи е изнасял концерти и участвал в конкурси и фестивали в Унгария, Германия, Люксембург, Украйна, Гърция. Има записи в Българско национално радио.
- Народен оркестър с диригент Венцислав Андонов. Оркестърът съществува от 1959 г.
- Ансамбъл за народни песни и танци „Граовска младост“, създаден през 1959 г. В репертоара му влизат песни и танци от различни етнографски области, като основен дял заемат игривите хора и песни от шопския регион. Участва в редица републикански конкурси и фестивали и е носител на множество златни и сребърни медали на националните прегледи на художествената самодейност и на първи награди от световни конкурси и фестивали. Ансамбълът е изнасял концерти в Италия, Франция, Унгария, Белгия, Германия, Полша, Югословия, Русия, Турция, Канада. В Португалия са отличени с „Диплом на честта“ и златен медал. Към ансамбъла е създадена през 1995 г. Детско-юношеска формация за народни песни и танци с хореограф Тодор Тодоров и главен художествен ръководител Венцислав Андонов, която наброява над 80 деца. През 1996 г. детската формация печели втора награда в Международния фолклорен фестивал „Подмосковные вечера“ в гр. Електростал, Русия. През 1999 г. е носител на първа награда на Международния детски фолклорен фестивал в гр. Искендерун, Турция.
- Обединена школа по изкуствата, която от 1954 г. функционира като музикална школа, а през 1996 се разширява със създаването на класа по изобразително изкуство. Школата провежда обучение по пиано, акордеон, цигулка, китара, ударни инструменти и изобразително изкуство, вокална група „Ванила“, от 2006 г. организира конкурси за млади изпълнители на класическа музика и детска рисунка.
- Художествена галерия, създадена през 1958 г. като галерия-музей. Притежава художествена колекция от около 1300 творби – живопис, графика, скулптура и приложно изкуство, създадени от български автори в периода 1930 – 1990 г. Галерията е организатор или съорганизатор на значими за художествения живот събития като националната изложба „Димитровска земя“, Зонална изложба „Струма“, Международен пленер по живопис „Земен“ и др. Галерията има 2 изложбени зали – Голям салон с площ 240 квадратни метра, и Галерия „Под земята“ с площ 150 квадратни метра.
- Галерия „Интерфолк-Арт“, създадена през 1990 г. В галерията са гостували със свои самостоятелни изложби изтъкнати български художници като Веса Василиева, Самуил Сеферов, Георги Трифонов, Александър Александров, Мария Столарова и други.

### Драматичен театър
Общинският драматичен театър на Перник е основан през 1919 г. и носи името на актьора Боян Дановски. Някога се е помещавал в Двореца на културата, където разполага с модерна сцена, салон за 500 зрители, много добри възможности за художествено осветление и музикално оформление. Поради късо съединение през 2004 г., залата на театъра е унищожена от пожар, но театърът продължава да се посещава в по-малка зала в Обединения детски комплекс. Впоследствие изгорялата зала е цялостно ремонтирана и модернизирана. От 2013 г. театъра отново се завръща в залата в Двореца на културата. Театърът е удостояван с много национални награди, сред които наградата на Съюза на българските артисти за цялостен спектакъл. На сцената са му творили най-известните режисьори, художници и артисти: Леон Даниел, Крикор Азарян, Христо Христов, Здравко Митков. Директор на театъра в периода 1977 – 1990 г. е известния български актьор Георги Русев.
С постановките си „Опит за летене“ от Йордан Радичков, „На дъното“ от Максим Горки – режисьор Леон Даниел, театърът получава признание и в редица европейски страни.
В репертоара на театъра влизат:
- „Вампир“ на А. Страшимиров, режисьор С. Джамджиев;
- „Един Дисоксън в повече“ – комедия от Артур Нюфийлд, режисьор М. Събев;
- „Налъменият мафиот“ – екшън комедия от Е. Джамджиев
- „Приказка за истинската принцеса“ по Андерсен
- „Службогонци“ на Иван Вазов, режисьор проф. Б. Сърчаджиев

### Културни средища
- Общински младежки дом, който работи по инициативи свързани с различни сфери от обществения живот на град Перник: „Спорт, екология и младежки дейности“, „Превенции и социални дейности“ и „Образование и култура“.
- Районен младежки дом – кв. Мошино
- Обединен детски комплекс
- Лятно кино
- Читалище „Елин Пелин“ – ул. „Радомир“ 3
- Читалище „Миньор“ – пл. „Св. Иван Рилски“ 1 – III етаж, Минна дирекция, и кв. „Инженерен“ ул. „Физкултурна“, бл. 4, ет.

- Читалище „Ралица“ – кв. „Ралица“, ул. „Люлин“ 36
- Читалище „7-и септември“ – кв. „Димова махала“
- Читалище „Данчо Иванов“ – кв. Калкас, ул. „Захари Зограф“
- Читалище „Пробуда“ – кв. „Бела вода“
- Читалище „Съзнание“ – кв. Мошино, ул. „Младен Стоянов“
- Читалище „Искра“ – кв. Изток, ул. „Благой Гебрев“ 12
- Читалище „Просвета“ – кв. Църква, ул. „Димитър Благоев“ 11
- Читалище „Рома“ – ул. „Радомир“ 1, ет. 4, стая 18
- Читалище „Знание“ – ул. „Радомир“ 1
- Читалище „Нови хоризонти“ – бул. „Св. св. Кирил и Методий“ 23, Бизнес комплекс „Елена“, централен вход, ет. I и III
- Читалище „Рудничар“ – кв. „Рудничар“, ул. Първа 20

### Музеи
| Обект                                        | Описание | Снимка |
| -------------------------------------------- | --- | ------ |
| Исторически музей                            | Историческия музей е създаден през 1953 г. Съхранява основен фонд от 17 085 единици и спомагателен – от 37 833 единици, в следните колекции: праисторическа керамика, градски бит в средновековието (с находки от крепостта Кракра), оброчни плочки на Тракийския конник от светилището в кв. Църква, сбирка от икони, нумизматична сбирка, тъкани, керамика, английско и руско оръжие от антифашистката борба. Пред входа на музея има малък лапидариум. |        |
| Музей на минното дело                        | Подземният минен музей отваря врати през 1986 г. Той е разположен в запазените галерии на първия подземен рудник, който работи от 1891 г. – „Старите рудници“. Галериите на музея са дълги 630 m. Обособени са експозиционни ниши. Експозицията проследява развитието на въгледобива за повече от един век – от добиването на въглища с шило и чук и ръчно прокопаване на галерии до съвременни методи за разработка на въглищни пластове с проходчески комбайн; от изнасянето на въглищата с торби, дървени тарги и колички през дървени вагонетки и конен извоз до извозването с електровози. Повечето от експонатите са оригинални, което създава автентична руднична атмосфера. В началото на 90-години на 20 век музеят е подложен на разграбване, силни корозионни процеси, наводняване и в крайна сметка е изоставен. От ноември 2008 г. музеят се стопанисва от Общинско предприятие „Културно-информационен център“. Центърът работи за възстановяването и обогатяването на експозицията и за превръщането на музея в уникална за Балканския полуостров туристическа атракция. Посещенията в музея са съпътствани от мултимедийни презентации. От 27 юни 2009 г. той е отворен за посещения. Музеят може да бъде посещаван от групи не по-малко от 5 и не повече от 20 души; от понеделник до петък, от 9.00 до 16.00 ч. Посещенията се заявяват предварително на тел. 076/ 60 81 31 и 0885 400 725 |        |
| Мемориален комплекс посветен на минното дело | Мемориалът на миньорския труд е открит през 1982 г. Създаден е от творчески колектив – скулпторът Секул Крумов, архитекти и инженери – и представлява оригинален архитектурен акцент в централната градска част. Черният мрамор, външното оформление и вътрешното пространство на комплекса пресъздават тектониката на въглищните пластове и условията на труд под земята. Във вътрешното пространство са разположени девет скулптурни композиции с общо тегло 30 тона. Бронзът, използван за изработката им, е отлят от патрони. Скулптурите показват сцени от работата на миньорите. В началото на 90-те години на 20 век мемориалът е затворен. От ноември 2008 г. обектът се стопанисва от ОП „Културно-информационен център“. Центърът насочва усилията си към превръщането на този уникален архитектурен паметник в притегателно място за културни прояви. В него често се провеждат различни концерти, изложения, също така и лятно кино. |        |
| Крепост Кракра                               | Средновековната крепост Кракра в южния край на града, на 2 km от центъра. Разположена е на десния бряг на река Струма и е свързана с името на войводата Кракра Пернишки, за когото са се запазили писмени свидетелства във византийските хроники. Проучена и реставрирана през 1975 – 1985 г. виж още... |        |
| Антично светилище край квартал „Църква“      | Антично светилище край квартал „Църква“ от 2 – 4 век, посветено на боговете на здравето. Разположено е в равнинна местност, на брега на река Рударци. Състои се от култов двор (24x28 m), в чиято запазена част е разположен малък храм и монументален жертвеник към него. |        |
| Храм „Свети Спас“                            | През лятото на 2004 г. археолози от Историческия музей в града откриха храм от 14 век в местността Оброчище на хълма Кракра в Перник. Сградата е с над 290 m² разкрита площ. Стените на храма са с дебелина до два метра, украсен е бил със стенописи. Около храма са намерени останки от гробове, най-старите от които датират от 12 – 13 век. Част от гробовете са в самите стени. При изграждането през 1903 г. на параклиса „Св. Спас“, чиито останки се намират в местността Оброчище, майсторите попаднали на останки от черквата. При разкопките археолозите открили запазен стъклен съд с миро в една от нишите на параклиса, за който се оказало, че е изграден върху средновековния храм. |        |

## Редовни събития

### Фестивал „Сурва“
Международният фестивал на маскарадните игри „Сурва“ в Перник е най-авторитетната европейска изява на традиционни народни игри и обичаи с маски. Той популяризира достигнали до днес варианти на древна ергенска обредност, част от българската фолклорна традиция. С конкурсната си програма фестивалът е среща и надпревара на живите ѝ носители, най-популярни с наименованията „сурвакари“ и „кукери“.
Фестивалът се организира от Община Перник от 1966 г. От 1985 г. има статут на международен. През 1995 г. Перник е приет за член на Федерацията на европейските карнавални градове. На 26 юни 2009 г. по време на тържествена сесия на Общинския съвет в Перник президентът на ФЕКГ Хенри ван дер Кроон обявява Перник за европейска столица на сурвакарските и кукерските традиции. Решението е взето в град Котор, Черна гора. От 2008 г. Международният фестивал на маскарадните игри се провежда ежегодно в последните събота и неделя на януари. Най-атрактивният му акцент е двудневното състезателно дефиле на маскарадни групи от страната и от чужбина.
Традиционно във фестивалната надпревара участват над 7000 души в над 100 маскарадни групи от всички етнографски райони на България и гости от Европа, Азия и Африка.
На 2 декември 2015 г. обичаят „Сурва“ в Пернишко официално влезе в списъка на ЮНЕСКО.
Българската номинация „Народният празник Сурова/Сурва в Пернишко“ бе вписана в Представителния списък на ЮНЕСКО за нематериално културно наследство в началото на декември 2015 г.
Това стана на заседанието на Междуправителствения комитет на ЮНЕСКО за нематериално културно наследство, който организира своята 10-а сесия в столицата на Намибия – Виндхук, съобщиха от Министерството на културата.
Така след като от 2009 г. Перник е европейска столица на сурвакарските игри. От 2015 г. обичаят „Сурва“ вече е и в представителния списъка на ЮНЕСКО за нематериално културно наследство на човечеството. Номинацията беше разработена през 2012 г. и подадена с писмо на министерството на културата. Автори на досието са учените към Института за етнология и фолклористика с Етнографски музей при БАН – д-р Иглика Мишкова и доц. д-р Ваня Матеева, с активното участие на специалистите от Регионалния исторически музей в Перник.
От министерството припомнят, че се очаква до края на тази година обичаят да бъде вписан в Представителния списък на ЮНЕСКО. Министерството на културата официално обяви, че подкрепя и стои зад съхраняването на българските традиции, които носят автентичността на българския народ, националната идентичност и духовност. Така след Бистришките баби, Нестинарството и традицията за тъкане на чипровски килими, България записа и поредния традиционен обичай в ЮНЕСКО.
Народният празник Сурова (Сурва) включва в себе си традиционни маскарадни игри и свързаните с тях обреди и е жива практика в следните градове и села в област Перник: Бела вода, Ярджиловци, Драгичево, Кралев дол, Люлин, Батановци, Черна гора, Лесковец, Мещица, Големо Бучино, Богданов дол, Витановци, Расник, Ковачевци, Сирищник, Косача, Чепино, Светля, Габров дол, Лобош, Елов дол, Дивля, Извор, Стефаново, Друган, Бегуновци, Кошарево, Велковци, Долна Секирна, Гигинци, Ноевци, Слаковци, Радомир, Копаница, Дивотино, Пещера, Калище, Земен, Дрен, Ракиловци, Банище.
Генералният директор на ЮНЕСКО Ирина Бокова е поздравила перничани по случай включването на празника „Сурва“ в списъка на ЮНЕСКО, съобщи на пресконференция по този повод кметът на Перник Вяра Церовска. Сертификатът ще бъде връчен на перничани на 29 януари от Ирина Бокова. Тогава ще бъде открит и XXV маскараден фестивал в Перник, ще се чества и половинвековен юбилей от първото му издание. Списъкът за нематериалното наследство на ЮНЕСКО е най-високата точка в класацията, към която може да бъде присъединена тази българска традиция. Трийсет и едно селища от Пернишкия регион, 3600 персонални носители на този народен обичай имат всички основания да се гордеят и да имат допълнителен стимул да се представят все по-добре. Обичаят „Сурва“ се представя в нощта на 13 срещу 14 януари. По стара традиция фамилиите се събират от всички краища на страната в нощта срещу старостилния Васильовден, който е най-големият зимен празник в региона.
В центъра на всяко село се пали ритуален огън, маскираните мъже танцуват около него, възвестявайки с оглушителен шум победата на доброто над злото. През цялата нощ са отворени за гости къщите и са пълни трапезите в населените места в общините Перник, Брезник, Радомир, Земен и Ковачевци. Облечените в кожи или костюми от разноцветни парцали, препали тежките пояси от звънци и сложили страховите маски сурвакарите обикалят къщите, за да прогонят злото и да благословят стопаните за здраве и берекет. Домакините ги посрещат с пищни трапези от сурвакарски гозби. Традиционно на софрата се слагат свинска пача, вариво, вита баница, погача. Задължително присъстват виното и греяната ракия. През последните години наред с мъжете все по-често се маскират жени и момичета. В групите участват по няколко поколения. Един до друг лумкат звънците дядовци, бащи и внуци.

### Други събития
- 19 октомври – празник на град Перник
- „РестАРТ“ фест
- Парк фест „Пейка“
- Международен детско-юношески фестивал „Арлекин“
- Pernik Summer Fest
- Ноемврийски музикални празници
- Конкурс за млади изпълнители на класическа музика
- Конкурс за детска рисунка
- Фестивал за хората с увреждания
- Джулай морнинг

## Забележителности

### Исторически
- Средновековната крепост Кракра в западния край на града, на 2 km от центъра. Разположена е на десния бряг на река Струма и е свързана с името на войводата Кракра Пернишки, за когото са се запазили писмени свидетелства във византийските хроники. Проучена и реставрирана през 1975 – 1985 г.
- Антично светилище край квартал „Църква“ от 2 – 4 век, посветено на боговете на здравето. Разположено е в равнинна местност, на брега на река Струма. Състои се от култов двор (24x28 m), в чиято запазена част е разположен малък храм и монументален жертвеник към него.
- Антично светилище на траките – агриани от 8 – 4 век пр. Хр. Намира се до Автомагистрала „Струма“, край с. Дрен, на около 19 – 20 km южно от гр. Перник. Некропола е открит в началото на 2012 г. при изкопните работи за магистралата. Уникален некропол с открити археологически находки на златно тракийско съкровище от нагръдници, обеци, фиби, накити и изделия от сребро и кехлибар, които се съхраняват в Исторически музей на гр. Перник. Тракийското светилище е включено в класацията „Чудесата на България“ за 2013 г.

### Храмове
- Църква „Свети Иван Рилски“ – площад „Св. Иван Рилски“
- Църква „Свети Георги“ – ул. „Черковна“ 10, кв. „Каменина“
- Църква „Свети Пророк Илия“ – кв. „Мошино“
- Църква „Свети Николай Чудотворец“ – кв. „Църква“
- Църква „Успение Богородично“ – кв. „Изток“
- Манастир „Свети Великомъченик Георги Победоносец“ – кв. „Бела Вода“
- Манастир „Света Петка“ – кв. „Калкас“
- Манастир „Свети Пантелеймон“ – местността при белодробната болница
- Храм „Свети Спас“ – кв. „Варош“, в подножието на крепостта, местността Оброчище (руини от средновековен храм)

### Природни
- Люлин планина на север от Перник. Стига се по пътя за селата Дивотино и Люлин. В планината се намира и Дивотинският манастир „Света Троица“.
- Голо бърдо – планина, разделяща Пернишката и Радомирската котловини, в която се намира природният резерват „Острица“.
- Местността Света вода – карстовият извор „Живата вода“ е в района на витошкото село Боснек. От неговата чешма на щастието, според предание от XVII век, пиели само праведните, „а на грешниците отказвала“.
- Духлата – с вход от южните склонове на Витоша е най-дългата пещера в България (17 600 м.) и дълбока 53 м. Представлява сложна многоетажна, лабиринтна система, разположена на 6 етажа.
- Природен резерват „Острица“ е разположен по склоновете на връх Острица в планината Голо бърдо. Тя е сред най-старите защитени територии на територията на България.

### Паркове
- Централен градски парк
- Западен парк
- Парк на предизвикателствата
- Пригаров парк
- Градска градина „Кракра Пернишки“
- Парк при ПМГ „Христо Смирненски“
- Археологически резерват „Кракра“ и Пернишка крепост
- Парк „Христо Ботев“
- Парк „Урса“
- Парк „Изток“
- Парк „Север“

## Спорт
Спортът и туризмът са на почит в Перник. През 1902 г. е създадено туристическо дружество, през 1906 г. ловците се обединяват в ловно дружество. На 29 януари 1912 г. е основано колоездачно дружество, членове на което през Балканската война сформират доброволен колоездачен взвод, а през 1929 г. във Варна печелят „Купата на Царя“. На 30 септември 1923 г. е учреден минен спортен клуб, който от 1 септември 1924 г. е преименуван на гимнастическо дружество „Юнак“. Спортистите по волейбол и баскетбол на дружество за физкултура и спорт „Миньор“ през 1960-те и 1970-те години като национални първенци многократно участват във финалите на европейските клубни турнири.

### Спортна база
- Конен хиподрум
- Стадион „Стадион на мира“, известен и като Миньор (стадион) – капацитет 8000 седящи места
- Стадион „Металург“
- Ръгби стадион „Валяците“
- Спортна зала „Борис Гюдеров“ (бивша „Миньор“) – капацитет 2000 седящи места
- Спортна зала „Металург“
- Спортна зала „Крака“
- Спортна зала „Дружба“
- Комплекс Sport Park – закрита зала за мини футбол
- Ледена пързалка Ice Park
- Спортен комплекс АСАТ – тенис кортове

### Клубове
ПФК „Миньор“
Футболът на Перник се представя от ПФК „Миньор“. Той е създаден през 1919 г. след обединението на съществуващите дотогава в Перник спортни клубове към Доброволните спортни организации. Наследник на СК „Кракра“ (1919 г.), СК „Светкавица“ (1932 г.), СК „Бенковски“ (1936 г.) и ЖСК (1941 г.), които след 9 септември 1944 г. се обединяват под името „Рудничар“.
ФК „Кракра“ е създаден през април 1919 г., но е регистриран официално и утвърден от Българската национална спортна федерация през 1920 г. Спортен клуб „Светкавица“ е създаден през месец май 1932 г. и съществува до 19 май 1934 г., когато е разтурен от полицията. СК „Светкавица“ е бил член на Софийския спортен съюз (а не на БНСФ).
Представителният футболен клуб на Перник носи името „Миньор“ от 1952 г. След 9 септември 1944 г. в Перник се създава обединеното дружество „Рудничар“, което след обявяването на България за република се преименува на „Републиканец – 46“. По-късно основното дружество в града е „Торпедо“, което от 1952 г. се преименува на „Миньор“. От 1970 до 1973 г. дружеството, а и футболният отбор се нарича „Перник“, а от 1974 г. – „Миньор“.
Успехи:
- Финалист за Националната купа през 1958 г.
- сезон 99/2000 „Миньор“ – „Левски“ 3:2 (хеттрик на Антон Евтимов)
- 1/2 финал за Купата на България през 2009 г.

ФК „Металург“
ФК „Металург“ е български футболен отбор от град Перник. Основан е през 1954 г. Юноша на клуба е Кирил Ивков – дългогодишен футболен национал и двукратния носител на приза Футболист № 1 на България през 1974 г. и 1975 г., Кирил Ивков играе за клуба в периода 1960 – 1966 г. През 1997 г. ФК „Металург“ завършва на трето място в Б група и се класира за А група. Представя се повече от успешно и постига победи срещу ЦСКА, „Локомотив“ (София), „Ботев“, „Локомотив“ (Пловдив), „Нефтохимик“, „Левски“ (Кюстендил), „Септември“, „Миньор“, „Спартак“ (Плевен) и др., равенства с „Левски“ (София), „Славия“ и „Литекс“. В края на сезон 1998/99 г. обаче е установено, че домакинските загуби от „Литекс“ (1:2) и „Левски“ (София) (0:3) са били уговорени. След края на първенството БФС наказва „Металург“ с изваждане от А група, а на „Литекс“ и „Левски“ са отнети по 3 точки от актива. Основният екип е червени фланелки, тъмносини гащета и червени чорапи. Играе мачовете си на стадион „Металург“ в кв. „Изток“ с капацитет 10 000 зрители.
Успехи:
- 10 място в А група през 1997/98 и 1998/99 г.
- Четвъртфиналист за Купата на България през 1981/82 и 1995/96 г.
- 3 място в Б група през 1996/97 г.
- 3 място в Южната Б група през 1965/66 г.
- 13 участия в Б група.

ФК „Енергетик“
ФК „Енергетик“ е основан е през 1967 г. През 1997/98 г. достига до 1/16-финал за купата на страната, като на 1/32-финала отстранява „Шумен“, но после среща другия пернишки отбор Миньор и отпада с 0:3. През същия сезон участва в Югозападната В група, където завършва на 12 място. На следващата година обаче отпада и оттогава играе в А ОФГ, Перник.
Успехи на ФК „Енергетик“:
- 5-кратен работнически шампион на България през 1985, 1997, 1999, 2000, 2005 г.
- 16-финалист за купата на страната през 1997/1998 г.

## Личности
- Александър Донев – народен музикант
- Александър Наков – анархист, есперантист
- Анастасия Димитрова-Божикова – българска оперна певица
- Ангел Малинов – поет, литературен критик
- Антон Евтимов – футболист
- Антония Петрова – Мис България 2009
- Асен Григоров – известен български тв водещ и журналист
- Бойко Василев – известен български тв водещ и журналист, водещ на предаването „Панорама“ по БНТ
- Борис Гюдеров – волейболист, дългогодишен национален състезател, сребърен и бронзов медалист от световни първенства по волейбол
- Борис Христов – писател, поет, сценарист
- Боян Радев – борец, двукратен олимпийски шампион, световен шампион, трикратен носител на званието спортист на годината в България
- Бриго Аспарухов – разузнавач и политик
- Ваклин Церковски (1858 – 1917) – български военен деец, генерал-майор
- Валентин Христов – олимпийски шампион по вдигане на тежести
- Васил Симов – волейболист, дългогодишен национален състезател, медалист от световно първенство, национален треньор на мъжкия и женския национални отбори
- Вера Кочовска – българска ясновидка
- Владислав Стоянов – футболист, национален състезател на поста вратар.
- Георги Ананиев – бивш военен министър
- Георги Димитров – български политически лидер, антифашист, министър-председател на България (1946 – 1949)
- Георги Златков – „Бегача“ – футболист, бивш дългогодишен играч на „Миньор“ Перник и „Левски“ София.
- Георги Маринов – поет
- Георги Миланов – поет
- Георги Първанов – президент на Република България (2001 – 2011)
- Георги Русев – известен български театрален и кино актьор. От 1977 г. за дълг период от време ръководи Драматичен театър „Боян Дановски“, гр. Перник.
- Георги Станков – боксьор.
- Димитър Миланов – поет
- Евладия Славчева – баскетболистка, многократна републиканска шампионска с Миньор Перник, национален състезател, сребърна олимпийска медалистка от Москва – 1980 г., финалист за КЕШ и други постижения.
- Здравка Евтимова – писател и преводач, автор на разкази, носителка на национални и международни награди
- Иван Ерулски – писател
- Ивета Григорова – модел, собственик на модна агенция „Ивет фешън“
- Иво Ангелов – борец, европейски и световен шампион, спортист на годината – 2013 г.
- Йото Йотов – вдигане на тежести
- Кати – попфолк певица
- Кракра Пернишки – средновековен войвода и военачалник, защитник на Първото българско царство във войните срещу Византия, нанесъл две поражения на византийските войски в битките за Пернишката крепост
- Кирил Ивков – футболист, бивш национал, двукратен носител на званието футболист на годината в България, сребърен олимпийски медалист от 1968 г.
- Красимира Зафирова – поетеса
- Кръстю Горанов (1931) – български политик от БСП
- Луиза Григорова – модел, актриса
- Любен Гайдаров – художник, живописец
- Мартин Борисов – музикант и композитор, изследовател на класическите обредни практики, както и на криптофолклорните им прояви.
- Милка Михайлова – лекоатлетка, многократна победителка в маратона на София, чуждестранни маратони и бягания на дълги разстояния, национална рекордьорка на 10 км бягане на път.
- Милко Ковачев – министър на енергетиката в правителството на Симеон II
- Михаил Лозанов – „Танка“ – български футболист, бивш национал.
- Николай Иванов – волейболист, дългогодишен национален състезател на поста разпределител, помощник – треньор на националния отбор по волейбол.
- Павел Владимиров – български футболист, нападател, бронзов медалист от Олимпиадата през 1956 и дългогодишен капитан на „Миньор“ (Перник), финалист за купата на страната през 1958 г. с „Миньор“. Голмайстор на А група през 1956 г. с 16 отбелязани гола.
- Пламен Аспарухов – български щангист, републикански и балкански шампион, дългогодишен старши – треньор на националния отбор по вдигане на тежести.
- Пенка Методиева – баскетболистка, многократна републиканска шампионска с Миньор Перник, национален състезател, сребърна и бронзова олимпийска медалистка от Москва – 1980 г. и Монреал – 1976 г., балкански шампион, финалист за КЕШ и много други постижения.
- Първолета Маджарска – поетеса
- Роман Василев е български инженер и мениджър. От 13 март 2013 г. е министър без портфейл, отговарящ за електронното правителство в състава на служебното 88-о правителство на България.
- Росица Ангелова – поетеса
- Саша Безуханова – бизнесдама, директор в „Хюлет Пакард“ за Централна и Източна Европа, инициатор на гражданско движение.
- Симеон Ананиев – експерт и учен
- Таня Димитрова (р. 1957) – волейболистка
- Тодор Симов – волейболист, дългогодишен национален състезател, медалист от световни и европейски първенства, национален треньор на мъжкия и женския национални отбори
- Тодор Скримов – волейболист, национален състезател
- Цветана Джерманова – анархист

Македоно-одрински опълченци от Перник
- Александър Георгиев (Алексо, Сандо, 1861 – ?), 1 рота на 7 кумановска дружина[14]
- Манчо Трайков (1887 – 1913), 2 рота на 2 скопска дружина, загинал на 18 юни 1913, носител на кръст „За храброст“ IV степен[15]
- Миле Радев Атанасов (1879 – ?), родом от село Стръпът, 2 рота на 2 скопска дружина, ранен на 18 юни 1913, носител на орден „За храброст“ IV степен[16]

## Други
На Перник е наречена улица в София (Карта).